# اچ‌ام‌سی‌اس استورمونت (کی۳۲۷)
اچ‌ام‌سی‌اس استورمونت (کی۳۲۷) (به انگلیسی: HMCS Stormont (K327)) یک کشتی بود که طول آن ۲۸۳ فوت (۸۶٫۲۶ متر) بود. این کشتی در سال ۱۹۴۳ ساخته شد.